# Lepechiniella omphaloides
Lepechiniella omphaloides är en strävbladig växtart som först beskrevs av Alexander Gustav von Schrenk, och fick sitt nu gällande namn av Mikhail Grigoríevič Popov. Lepechiniella omphaloides ingår i släktet Lepechiniella och familjen strävbladiga växter. Inga underarter finns listade i Catalogue of Life.